# Hans Jørgen Garde
Hans Jørgen Garde (22. januar 1939 – 3. august 1996) var en dansk admiral og forsvarschef.
Garde blev student fra Aarhus Katedralskole i 1957.
Garde blev søløjtnant i Søværnet i 1961 og gjorde efterfølgende både tjeneste på søen og på land. Han underviste på Aarhus Universitet og Københavns Universitet og gennemførte stabskurser i England og USA. Som den første udlænding modtog han guldmedaljen fra United States Naval Institute for en prisopgave.
Hans Jørgen Garde var chef for Søværnets Operative Kommando 1988-1989 og chef for Forsvarsstaben 1989-1995. 1. april 1996 blev han udnævnt til forsvarschef, men nåede kun fire måneder på posten. Han, hustruen Anna Garde og syv andre ombordværende omkom, da det Gulfstream III-fly, de var om bord på styrtede ind i et fjeld under indflyvningen til Vágar Lufthavn på Færøerne.
Garde og hustru er bisat på Holmens Kirkegård i København. Christian Hvidt overtog rollen som forsvarschef efter Garde.